# Atrium (architecture)
Pour les articles homonymes, voir Atrium.

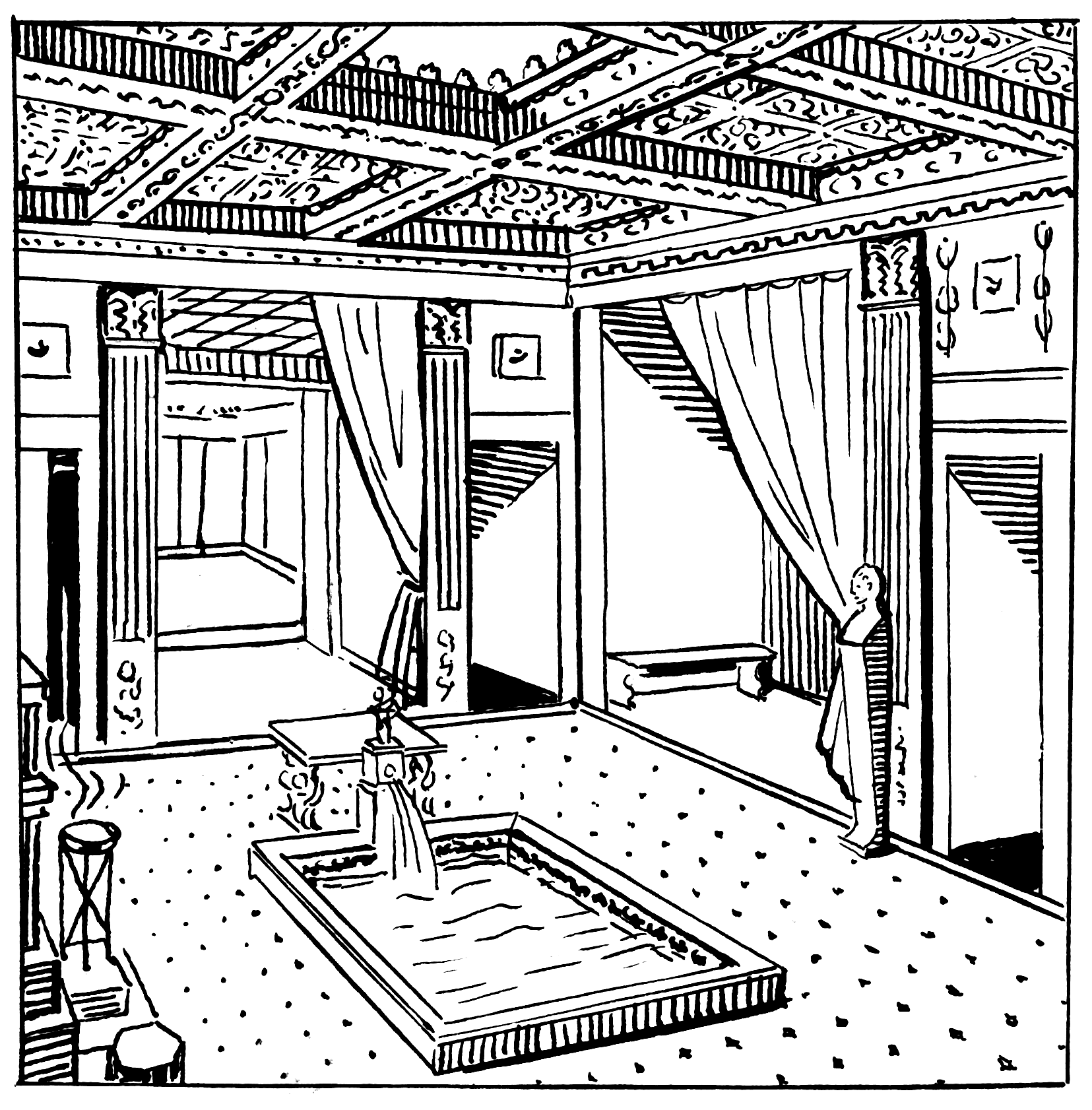
Atrium romain avec fontaine et bassin.

L’atrium (pluriel latin : atria ; pluriel francisé : atriums) était, chez les Étrusques et dans la Rome antique, la pièce centrale du bâtiment.
C’était la partie du bâtiment ouverte aux hôtes, aux clients et aux visiteurs. Selon une théorie admise par la plupart des historiens, l'atrium était dans la Rome primitive une cour entourée de bâtiments, précédant la pièce d'habitation du maître de maison. Dans l'atrium étaient conservées les images des ancêtres sous forme de masques mortuaires, en plâtre, ou d'imago clipeata, dans un cartouche circulaire, pour les plus riches. On exposait ces masques mortuaires, imagines en cire peinte, moulages positifs pris sur le visage du défunt, dans des sortes d'armoires ou sous un baldaquin, dans l'atrium.

## Étymologie
Le substantif masculin,,, « atrium » est un emprunt savant au latin atrium,,, substantif neutre attesté depuis l'Aulularia, une comédie de Plaute datée de vers 195 av. J.-C.. Il viendrait de la ville d'Adria selon Varron confirmé par Paul Diacre.
La recherche moderne relie le mot « atrium » à l'adjectif latin ater, qui signifie « noir, noirci » et suggère que l'atrium primitif était la pièce unique de la maison, dans laquelle on cuisinait, provoquant ce noircissement.

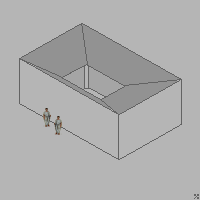
Un atrium impluvium, où l'eau de pluie s'écoule vers l'intérieur.

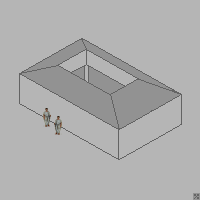
Un atrium displuvium, où l'eau de pluie s'écoule vers l'extérieur.

## L'atrium préromain

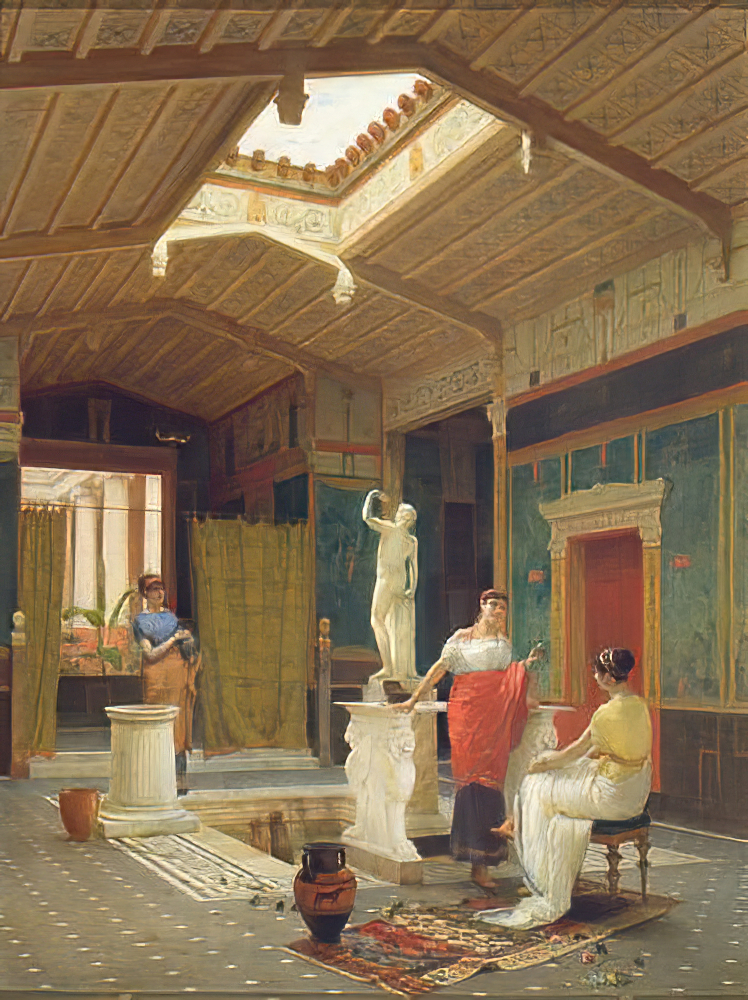
Peinture d'un atrium de Pompéi par Luigi Bazzani, 1882

Les Étrusques possédaient devant leurs maisons des gentilices, une pièce nommée atrium tuscanicum ou « toscan » (par les auteurs latins). Il précède, chez les Étrusques, l'accès à la pièce de réception du maître, comprenant son lit et la chapelle des ancêtres, le tablinum. Plusieurs tombes étrusques de Banditaccia en révèlent les détails (fenêtres, portes et leur tympan) puisqu'elles reproduisent les détails de la vie avant la mort du défunt pour l'accompagner dans son voyage vers l'au-delà.
Si l'atrium tuscanicum comporte déjà un compluvium et un impluvium pour recueillir les eaux de pluie, il n'est pas révélé ni reproduit dans les plafonds des atriums des tombes alors que les voûtes des chambres funéraires simulent les deux pentes du toit et la poutre faîtière vue de l'intérieur (columen).

## L'atrium romain classique
Il s’agissait ordinairement d’une vaste pièce couverte, carrée ou rectangulaire (cavaedium). Son toit est ouvert au centre, un bassin (impluvium), parfois pourvu d’un jet d’eau, se trouvait sous cette ouverture et recueillait l’eau de pluie venue du compluvium, qui était dirigée ensuite vers une citerne. Il pouvait y avoir aussi des atriums oblongues ou circulaires, plus ou moins beaux selon l’importance de la maison. Certaines maisons en possédaient plusieurs. Les murs de l’atrium étaient souvent revêtus de marbre jusqu’à hauteur d’appui et décorés de fresques. Les stemmata imaginum (arbres généalogiques familiaux), les tables de patronat et d’hospitium ainsi que les archives familiales étaient conservées dans cette pièce.
On compte quatre sortes d'atriums :
- toscan : il était formé par quatre poutres qui se croisaient deux à deux à angle droit, avec leurs bouts scellés dans les murs ; il restait au milieu une partie découverte ;
- testudine : il était formé d’un grand toit ressemblant à la carapace d’une tortue, d’où son nom ; le jour passait en dessous ;
- tétrastyle, ou à quatre colonnes : il ressemblait au toscan, mais une colonne soutenait chaque point d’intersection des poutres ;
- corinthien : le plus vaste, composé de portiques en colonnades d’ordre corinthien.

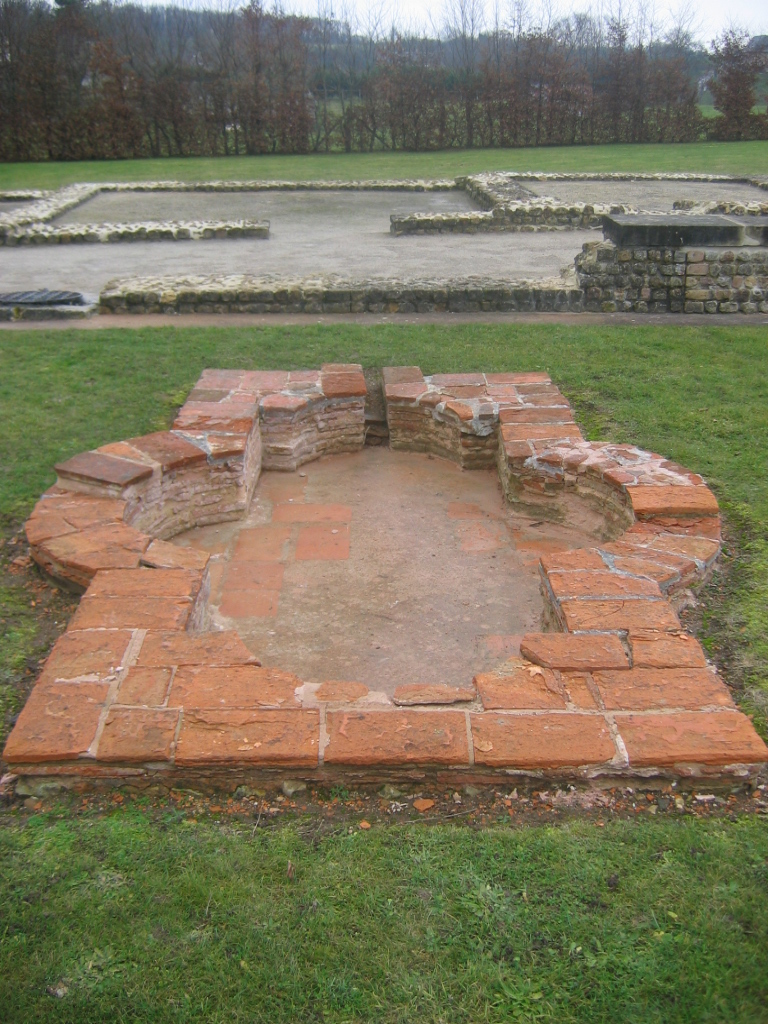
Impluvium de la villa suburbaine de Vieux-la-Romaine (Basse-Normandie).

L’atrium désignait aussi une cour entourée de portiques devant un temple ou un édifice public. Il y avait à Rome l’Atrium regium, celui de la Liberté, l’Auctionarium, celui de l’Apollon palatin, devant le temple de ce dieu sur le mont Palatin. Il était d’une très grande beauté, tout en marbre blanc et en marbre d’Afrique, avec un grand nombre de statues équestres et pédestres.

## Évolution post-romaine
Dans le plan des basiliques paléochrétiennes, l’atrium était une cour extérieure attenante au narthex de la basilique, bordée de colonnades. À l’église primitive Sainte-Sophie de Constantinople, l’atrium, pavé en marbre, comprenait un bassin de jaspe avec jet d’eau en son milieu.
Dans l'église primitive Saint-Pierre à Rome, c'était la seule partie de la basilique où les personnes non encore baptisées (les catéchumènes) pouvaient accéder (les nefs centrale, internes et externes étant réservées aux croyants baptisés).
Enfin, dans les palais des rois au Moyen Âge, l’atrium était un corps de logis splendide, destiné aux réceptions publiques.